# Матяшівка (станція)
Матяшівка — станція 5-го класу Полтавської дирекції Південної залізниці, розміщена на лінії Полтава-Південна — Ромодан між станціями Гоголеве (7 км) та Яреськи (6 км).

## Загальна інформація
Розташована в однойменному селі.
На станції зупиняються місцеві поїзди.
Відкрита в 1936 році як роз'їзд, у 2011 році переведена до розряду станцій.